# Potiraguá
Potiraguá är en kommun i Brasilien.   Den ligger i delstaten Bahia, i den östra delen av landet, 900 km öster om huvudstaden Brasília. Antalet invånare är 9 829.
Omgivningarna runt Potiraguá är huvudsakligen savann. Runt Potiraguá är det glesbefolkat, med 13 invånare per kvadratkilometer.